# K004
簡単ケータイ K004（かんたんけーたい けーぜろぜろよん）は、京セラが日本国内向けに開発した、auブランドを展開するKDDIおよび沖縄セルラー電話のCDMA 1X WIN対応携帯電話である。製造型番はKY004（けーわい ぜろぜろよん）。

## 概要
携帯初心者から高齢者までの幅広いユーザー層を対象にした音声用端末であるK003の後継機種。K003同様、電源スイッチは一般的なボタン式キー（終話キーと共用）ではなく、独立したスライド式スイッチを採用しており、デザインが異なる点を除き、機能および対応サービスに関してはK003にほぼ準拠している。

## 沿革
- 2009年10月19日 - KDDI、および京セラより公式発表。
- 2010年2月5日 - 東北、北陸、中部、関西、中国、四国、沖縄地区にて発売。
- 2010年2月6日 - 上記以外の残りの地区にて発売。
- 2011年1月 - 販売終了。

## 対応サービス
| 主な対応サービス                                                                        | 主な対応サービス                                        | 主な対応サービス                          | 主な対応サービス                                     |
| --------------------------------------------------------------------------------------- | ------------------------------------------------------- | ----------------------------------------- | ---------------------------------------------------- |
| LISMO! (着うたフル) (着うたフルプラス) (LISMOビデオクリップ) (LISMO Video) (LISMO Book) | 着うた／着うたミニ (ハイクオリティステレオ(HE-AAC)対応) | EZケータイアレンジ                        | Bluetooth                                            |
| EZチャンネルプラス                                                                      | EZニュースフラッシュ EZニュースEX （EZweb版のみ対応）   | Touch Message                             | EZFeliCa                                             |
| PCサイトビューア                                                                        | じぶん銀行アプリ                                        | EZアプリ(BREW)                            | オープンアプリプレイヤー                             |
| ケータイ de PCメール                                                                    | デコレーションメール                                    | デコレーションアニメ                      | au one メール                                        |
| EZナビウォーク                                                                          | EZ助手席ナビ                                            | 安心ナビ                                  | 災害時ナビ                                           |
| 移動経路通知                                                                            | 居場所通知 フェイク着信                                 | グローバルパスポート （レンタルサービス） | au Smart Sports （Karada Manager） (Run&Walk) (Golf) |
| Wi-Fi WIN (無線LAN) auフェムトセル (別途、ケータイアップデートにて対応)                 | 赤外線通信 (IrDA)                                       | au BOX                                    | PCドキュメントビューアー                             |

など

## 不具合および新機能の追加
2010年6月24日に以下の新機能の追加がケータイアップデートにより行われた。
- 宅内用小型基地局「auフェムトセル」に対応した。

## 注
1. ↑  最厚部19.8mm
2. ↑  
ケータイアップデートのお知らせKDDI 2010年6月24日